# Gaetano Fraschini
Gaetano Fraschini (Pavia, 16 febbraio 1816 – Napoli, 23 maggio 1887) è stato un tenore italiano.
Figura poliedrica e molto famosa nel mondo dell'opera del XIX secolo, viene ricordato in particolar modo per i suoi ruoli nelle opere di Giuseppe Verdi.
Con una voce "eroica... con qualità baritonale, ... sia Verdi che Donizetti apprezzavano la sua capacità di cantare dolcemente e con sottigliezza."

## Biografia
Fraschini studiò con Moretti prima di debuttare nel 1837 nel ruolo di Tamas nella Gemma di Vergy di Gaetano Donizetti. Continuò a cantare per Donizetti, recitando nel Torquato Tasso a Bergamo nel 1839 e nel Marino Faliero a La Scala nel 1840.
All'inizio di quello stesso anno, fu assunto al Teatro San Carlo di Napoli, dove si stanziò fino al 1853. 
Lì il 17 ottobre 1840 è il protagonista ne Il bravo con Adelaide Kemble, Domenico Reina, Giovanni Orazio Cartagenova e Michele Benedetti (basso) ed in novembre Faone nel successo della prima assoluta di Saffo con Cartagenova e Benedetti; recitò in numerose opere di Giovanni Pacini come La fidanzata corsa, La stella di Napoli, La regina di Cipro, Merope e Romilda di Provenza; fece anche il Gerardo in Caterina Cornaro per Donizetti inel 1844. Cantò anche in altre opere del Donizetti come Linda di Chamounix, Maria di Rohan, La favorita, Poliuto, e Lucia di Lammermoor. 
La forza con cui recitò la maledizione di Edgardo in quest'ultima gli fece guadagnare il soprannome, "tenore della maledizione".
Come tenore di forza, cantò in numerosi ruoli verdiani, iniziando come Zamoro in Alzira nel 1845. Fu anche il primo a impersonare Corrado ne Il corsaro (1848), Arrigo ne La battaglia di Legnano (1849), il personaggio principale dello Stiffelio (1850) e Riccardo in Un ballo in maschera (1859). Cantò anche in Oberto, Ernani, I Lombardi alla prima crociata, I masnadieri, Luisa Miller, e Il trovatore. Il 1856 lo vide cantare Arrigo ne Les vêpres siciliennes a Roma, e nel 1858 era Gabriele Adorno nel Simon Boccanegra a Napoli.
Anche sul piano internazionale cantò Verdi: al His Majesty's Theatre nel 1847 dove recitò nella prima londinese de I due Foscari; nel 1863 a Madrid, cantò La forza del destino; e l'anno seguente al Théâtre Italien a Parigi dove apparse sia ne La traviata che nel Rigoletto.
Monaldi descrisse la voce del Fraschini come "un gong argentato colpito da un martello d'argento", e quando si ritirò dalle scene nel 1873, dando addio alle scene a Roma nel ruolo di Gennaro in Lucrezia Borgia, a Firenze nel ruolo di Don Alvaro in La forza del destino e Lyonel nella Martha di Flotow, "la sua voce e la sua tecnica erano ancora intatte". Fraschini morì a Napoli nel 1887. Il teatro d'opera di Pavia, in precedenza denominato Teatro dei Quattro Nobili Cavalieri in onore dei quattro fondatori della società che lo creò e lo gestì per circa un secolo, è stato intitolato in suo onore.

## Ruoli creati
- Faone in Saffo di Pacini (29 Novembre 1840, Napoli)
- Arturo Murray ne Il proscritto di Mercadante (4 Gennaio 1842, Napoli)
- Ettore ne La fidanzata corsa di Pacini (10 Dicembre 1842, Napoli)
- Gerardo in Caterina Cornaro di Donizetti (12 Gennaio 1844, Napoli)
- Fausto ne Il Vascello de Gama di Mercadante (6 Marzo 1845, Napoli)
- Zamoro in Alzira di Verdi (12 Agosto 1845, Napoli)
- Armando in Stella di Napoli di Pacini (11 Dicembre 1845, Napoli)
- Curiazio in Orazi e Curiazi di Mercadante (10 Novembre 1846, Napoli)
- Corrado ne Il corsaro di Verdi (25 Ottobre 1848, Trieste)
- Arrigo ne La battaglia di Legnano di Verdi (27 Gennaio 1849, Roma)
- Il ruolo del titolo in Stiffelio di Verdi (16 Novembre 1850, Trieste)
- Carlo di Lorgues in Romilda di Provenza di Pacini (8 Dicembre 1853, Napoli)
- Otorino in Marco Visconti di Petrella (9 Febbraio 1854, Napoli)
- Riccardo in Un ballo in maschera di Verdi (17 Febbraio 1859, Roma)

## Repertorio
| Ruolo                   | Titolo                         | Autore     |
| ----------------------- | ------------------------------ | ---------- |
| Gualtiero               | Il pirata                      | Bellini    |
| Pollione                | Norma                          | Bellini    |
| Orombello               | Beatrice di Tenda              | Bellini    |
| Settimio                | L'esule di Roma                | Donizetti  |
| Hervey                  | Anna Bolena                    | Donizetti  |
| Roberto Geraldini       | Torquato Tasso                 | Donizetti  |
| Gennaro                 | Lucrezia Borgia                | Donizetti  |
| Tamas                   | Gemma di Vergy                 | Donizetti  |
| Fernando                | Marin Faliero                  | Donizetti  |
| Edgardo di Ravenswood   | Lucia di Lammermoor            | Donizetti  |
| Alamiro Eutropio        | Belisario                      | Donizetti  |
| Roberto Devereux        | Roberto Devereux               | Donizetti  |
| Poliuto                 | Poliuto                        | Donizetti  |
| Fernando                | La favorita                    | Donizetti  |
| Oliviero                | Adelia                         | Donizetti  |
| Carlo                   | Linda di Chamounix             | Donizetti  |
| Gerardo                 | Caterina Cornaro               | Donizetti  |
| Ernesto                 | Don Pasquale                   | Donizetti  |
| Riccardo di Chalais     | Maria di Rohan                 | Donizetti  |
| Lionello                | Martha                         | Flotow     |
| Raoul di Coucy          | Gabriella di Vergy             | Mercadante |
| Donato                  | Francesca Donato               | Mercadante |
| Viscardo                | Il giuramento                  | Mercadante |
| Ubaldo                  | Elena da Feltre                | Mercadante |
| Carlo                   | Il bravo                       | Mercadante |
| Licinio Murena          | La Vestale                     | Mercadante |
| Arturo Murray           | Il proscritto                  | Mercadante |
| Fausto                  | Il Vascello de Gama            | Mercadante |
| Curiazio                | Orazi e Curiazi                | Mercadante |
| Faone                   | Saffo                          | Pacini     |
| Ettore                  | La fidanzata corsa             | Pacini     |
| Armando                 | Stella di Napoli               | Pacini     |
| Egisto                  | Merope                         | Pacini     |
| Carlo di Lorgues        | Romilda di Provenza            | Pacini     |
| Otorino                 | Marco Visconti                 | Petrella   |
| Iago                    | Otello                         | Rossini    |
| Riccardo di Salinguerra | Oberto, conte di San Bonifacio | Verdi      |
| Oronte                  | I Lombardi alla prima crociata | Verdi      |
| Ernani                  | Ernani                         | Verdi      |
| Jacopo Foscari          | I due Foscari                  | Verdi      |
| Zamoro                  | Alzira                         | Verdi      |
| Carlo Moor              | I masnadieri                   | Verdi      |
| Corrado                 | Il corsaro                     | Verdi      |
| Arrigo                  | La battaglia di Legnano        | Verdi      |
| Rodolfo                 | Luisa Miller                   | Verdi      |
| Stiffelio               | Stiffelio                      | Verdi      |
| Duca di Mantova         | Rigoletto                      | Verdi      |
| Manrico                 | Il trovatore                   | Verdi      |
| Alfredo Germont         | La traviata                    | Verdi      |
| Arrigo                  | I vespri siciliani             | Verdi      |
| Gabriele Adorno         | Simon Boccanegra               | Verdi      |
| Riccardo                | Un ballo in maschera           | Verdi      |
| Don Alvaro              | La forza del destino           | Verdi      |
| Don Carlo               | Don Carlo                      | Verdi      |